# Coppa delle nazioni africane femminile Under-17
Il Campionato africano femminile Under 17 di calcio è una competizione di calcio femminile riservata alle giocatrici sotto i 17 anni di età. Vi partecipano le Nazionali femminili dei Paesi affiliati alla CAF. Ha cadenza biennale e la prima edizione fu disputata nel 2008.

Il torneo funge anche da qualificazione per il Campionato mondiale femminile Under 17 di calcio. A partire dal 2010 non è più stata disputata la finale, ma si sono qualificate al mondiale le due o tre vincenti dell'ultimo turno.

## Albo d'oro
| Anno |            | Vincitrice                                                                                      | Secondo posto       | Terzo posto |
| ---- | ---------- | ----------------------------------------------------------------------------------------------- | ------------------- | ----------- |
| 2008 | Nigeria    | Ghana                                                                                           | Camerun             |             |
| Anno | Vincitrici | Vincitrici                                                                                      | Vincitrice play-off |             |
| 2010 | Ghana      | Nigeria                                                                                         | Sudafrica           |             |
| Anno | Vincitrici | Vincitrici                                                                                      | Vincitrici          |             |
| 2012 | Gambia     | Ghana                                                                                           | Nigeria             |             |
| 2013 | Ghana      | Nigeria                                                                                         | Zambia              |             |
| 2016 | Camerun    | Nigeria                                                                                         | Ghana               |             |
| 2018 | Ghana      | Camerun                                                                                         | Sudafrica           |             |
| 2020 | N/A        | Non completata a causa della sospensione del Mondiale in conseguenza della pandemia di COVID-19 | N/A                 |             |
| 2022 | Tanzania   | Nigeria                                                                                         | Marocco             |             |
| 2024 | Kenya      | Zambia                                                                                          | Nigeria             |             |